# Repisko (Góry Lewockie)
Repisko - szczyt górski w Górach Lewockich we wschodniej Słowacji. 1251 m n.p.m. Szczyt jest zalesiony i nie przebiega przez niego żaden szlak turystyczny. Szczyt leży w obrębie poligonu wojskowego Javorina. 